# Station Nunatak
Station Nunatak är en nunatak i Antarktis. Den ligger i Västantarktis. Argentina, Chile och Storbritannien gör anspråk på området. Toppen på Station Nunatak är 150 meter över havet.
Terrängen runt Station Nunatak är platt österut, men åt sydväst är den kuperad. Havet är nära Station Nunatak norrut. Trakten är obefolkad. Det finns inga samhällen i närheten. 